# 北花田口町
北花田口町（きたはなだぐちちょう）は、大阪府堺市堺区にある地名。2024年現在の行政地名は北花田口町一丁から北花田口町三丁。住居表示は実施済。

## 地理
堺区の中央部に位置する。東は南田出井町、西は櫛屋町東、北は南向陽町、南は南花田口町に接する。西から順に一丁から三丁がある。

## 歴史

### 沿革
- 1931年（昭和6年）、堺市戎之町東1 - 6丁・花田口町・田出井町の各一部より、北花田口町成立[6]。
- 2006年（平成18年）、堺市が政令指定都市に移行し、行政区を設置。北花田口町は堺区の所属となる。

## 世帯数と人口
2024年（令和6年）10月31日現在の世帯数と人口は以下の通りである。
| 丁             | 世帯数  | 人口    |
| -------------- | ------- | ------- |
| 北花田口町一丁 | 340世帯 | 729人   |
| 北花田口町二丁 | 367世帯 | 499人   |
| 北花田口町三丁 | 49世帯  | 70人    |
| 計             | 756世帯 | 1,298人 |

### 人口の変遷
国勢調査による人口の推移。
| 1995年（平成7年）  | 177人   | [ 7 ]  |  |
| 2000年（平成12年） | 388人   | [ 8 ]  |  |
| 2005年（平成17年） | 380人   | [ 9 ]  |  |
| 2010年（平成22年） | 727人   | [ 10 ] |  |
| 2015年（平成27年） | 1,218人 | [ 11 ] |  |
| 2020年（令和2年）  | 1,377人 | [ 12 ] |  |

### 世帯数の変遷
国勢調査による世帯数の推移。
| 1995年（平成7年）  | 73世帯  | [ 7 ]  |  |
| 2000年（平成12年） | 176世帯 | [ 8 ]  |  |
| 2005年（平成17年） | 172世帯 | [ 9 ]  |  |
| 2010年（平成22年） | 534世帯 | [ 10 ] |  |
| 2015年（平成27年） | 734世帯 | [ 11 ] |  |
| 2020年（令和2年）  | 797世帯 | [ 12 ] |  |

## 学区
市立小・中学校に通う場合、学区は以下の通りとなる。
| 丁             | 番   | 小学校           | 中学校             |
| -------------- | ---- | ---------------- | ------------------ |
| 北花田口町一丁 | 全域 | 堺市立熊野小学校 | 堺市立殿馬場中学校 |
| 北花田口町二丁 | 全域 | 堺市立熊野小学校 | 堺市立殿馬場中学校 |
| 北花田口町三丁 | 全域 | 堺市立熊野小学校 | 堺市立殿馬場中学校 |

## 事業所
2021年（令和3年）現在の経済センサス調査による事業所数と従業員数は以下の通りである。
| 丁             | 事業所数 | 従業員数 |
| -------------- | -------- | -------- |
| 北花田口町一丁 | 5事業所  | 27人     |
| 北花田口町二丁 | 5事業所  | 203人    |
| 北花田口町三丁 | 36事業所 | 445人    |
| 計             | 46事業所 | 675人    |

## 交通

### 道路
- 堺大和路線（大阪府道12号堺大和高田線）
- 堺中央線（大阪府道30号大阪和泉泉南線）

## 施設
- 堺東駅前郵便局
- 花田口公園

## 郵便
- 郵便番号：590-0074[3]（集配局：堺郵便局[15]）。